# Виконт Харбертон
Виконт Харбертон (англ. Viscount Harberton) — аристократический титул в системе Пэрства Ирландии. Он был создан 5 июля 1791 года для Артура Помроя, 1-го барона Харбертона (1723—1798). В 1761—1783 годах он представлял графство Килдэр в ирландской палате общин. В 1783 году для него был создан титул барона Харбертона из Карбери (Пэрство Ирландии).
По состоянию на 2025 год, обладателем титула являлся его потомок, Генри Роберт Померой, 11-й виконт Харбертон (род. 1958), который наследовал своему дяде в 2004 году.

## Виконты Харбертон (1791)
- 1791—1798: Артур Помрой, 1-й виконт Харбертон (16 января 1723 — 9 апреля 1798), сын Джона Померея
- 1798—1829: Генри Помрой, 2-й виконт Харбертон (8 декабря 1749 — 30 ноября 1829), старший сын предыдущего
- 1829—1832: Артур Джеймс Померой, 3-й виконт Харбертон (3 марта 1753 — 27 сентября 1832), младший брат предыдущего
- 1832—1833: Джон Померой, 4-й виконт Харбертон (19 декабря 1758 — 4 июля 1833), младший брат предыдущего
- 1833—1862: Джон Джеймс Померой, 5-й виконт Харбертон (29 сентября 1790 — 5 октября 1862), старший сын предыдущего
- 1862—1912: Джеймс Спенсер Померой, 6-й виконт Харбертон (23 ноября 1836 — 4 декабря 1912), третий (младший) сын предыдущего
- 1912—1944: Эрнест Артур Джордж Померой, 7-й виконт Харбертон (1 декабря 1867 — 22 апреля 1944), старший сын предыдущего
- 1944—1956: Ральф Легге Померой, 8-й виконт Харбертон (31 декабря 1874 — 4 июля 1956), младший брат предыдущего
- 1956—1980: Генри Ральф Мартин Померой 9-й виконт Харбертон (12 октября 1908 — 25 мая 1980), старший сын предыдущего
- 1980—2004: Томас де Воторт Померой, 10-й виконт Харбертон (19 октября 1910 — 12 марта 2004), младший брат предыдущего
- 2004 — настоящее время: Генри Роберт Померой, 11-й виконт Харбертон (род. 23 апреля 1958), старший сын майора достопочтенного Роберта Уильяма Помероя (1916—1997), внук 8-го виконта Харбертона
  - Наследник: достопочтенный Патрик Кристофер Померой (род. 10 мая 1995), старший сын предыдущего.